# Europees kampioenschap hockey vrouwen 2007
Het Europees kampioenschap hockey vrouwen 2007 voor A-landen vond plaats van zaterdag 18 augustus tot en met zaterdag 25 augustus 2007 in Manchester, Engeland. Het was de achtste editie van dit toernooi, dat onder auspiciën stond van de Europese Hockey Federatie (EHF). Titelverdediger Nederland verloor in de finale van olympisch kampioen Duitsland.
De top 3 van dit kampioenschap kwalificeerde zich voor de Olympische Zomerspelen van 2008 in Peking.
Alle genoemde tijdstippen zijn in MEZT (=lokale tijd +1 uur).

## Uitslagen voorronde

### Groep A
| Team      | G | W | GL | V | P | DV | DT |
| --------- | - | - | -- | - | - | -- | -- |
| Nederland | 3 | 3 | 0  | 0 | 9 | 16 | 1  |
| Engeland  | 3 | 2 | 0  | 1 | 6 | 7  | 1  |
| Ierland   | 3 | 1 | 0  | 2 | 3 | 3  | 9  |
| Italië    | 3 | 0 | 0  | 3 | 0 | 1  | 16 |

| za 18-08 | 16:00 | Engeland  | Ierland   | 3 - 0 |
|          | 18:45 | Nederland | Italië    | 9 - 1 |
| ma 20-08 | 14:00 | Engeland  | Italië    | 4 - 0 |
|          | 16:00 | Nederland | Ierland   | 6 - 0 |
| di 21-08 | 16:00 | Ierland   | Italië    | 3 - 0 |
|          | 20:00 | Engeland  | Nederland | 0 - 1 |

### Groep B
| Team         | G | W | GL | V | P | DV | DT |
| ------------ | - | - | -- | - | - | -- | -- |
| Duitsland    | 3 | 3 | 0  | 0 | 9 | 15 | 1  |
| Spanje       | 3 | 1 | 1  | 1 | 4 | 6  | 4  |
| Azerbeidzjan | 3 | 1 | 1  | 1 | 4 | 6  | 10 |
| Oekraïne     | 3 | 0 | 0  | 3 | 0 | 2  | 14 |

| za 18-08 | 12:00 | Spanje    | Oekraïne     | 4 - 1 |
|          | 14:00 | Duitsland | Azerbeidzjan | 7 - 1 |
| ma 20-08 | 10:00 | Spanje    | Azerbeidzjan | 2 - 2 |
|          | 12:00 | Duitsland | Oekraïne     | 7 - 0 |
| di 21-08 | 14:00 | Oekraïne  | Azerbeidzjan | 1 - 3 |
|          | 18:00 | Duitsland | Spanje       | 1 - 0 |

## Plaats 5 t/m 8
De nummers 3 en 4 uit beide groepen spelen ieder nog twee wedstrijden tegen de ploegen waar ze nog niet tegen gespeeld hebben. Voor elke ploeg geldt dus dat ze tegen de twee ploegen spelen uit de andere groep. Het klassement voor de plaatsen 5 tot en met 8 werd dan opgemaakt met deze wedstrijden, maar ook de wedstrijd tegen de groepsgenoot uit de voorronde telt mee in het klassement.
De teams die als zevende en achtste eindigen degraderen uit de A-groep en komen de volgende keer uit op het Europees kampioenschap voor B-landen.

### Groep C
| Team         | G | W | GL | V | P | DV | DT |
| ------------ | - | - | -- | - | - | -- | -- |
| Azerbeidzjan | 3 | 3 | 0  | 0 | 9 | 6  | 2  |
| Ierland      | 3 | 2 | 0  | 1 | 6 | 6  | 3  |
| Italië       | 3 | 1 | 0  | 2 | 3 | 1  | 4  |
| Oekraïne     | 3 | 0 | 0  | 3 | 0 | 2  | 6  |

| do 23-08 | 13:00 | Ierland      | Oekraïne     | 2 - 1 |
|          | 15:00 | Azerbeidzjan | Italië       | 1 - 0 |
| za 25-08 | 11:00 | Italië       | Oekraïne     | 1 - 0 |
|          | 13:00 | Ierland      | Azerbeidzjan | 1 - 2 |

## Plaats 1 t/m 4
| do 23-08     | 17:00 | Nederland | Spanje    | 3 - 0 |
|              | 19:30 | Duitsland | Engeland  | 2 - 1 |
| Troostfinale |       |           |           |       |
| zo 26-08     | 15:00 | Spanje    | Engeland  | 2 - 3 |
| Finale       |       |           |           |       |
| zo 26-08     | 17:30 | Nederland | Duitsland | 0 - 2 |

| Europees kampioen 2007 |
| ---------------------- |
|                        |
| Duitsland Eerste titel |

## Eindrangschikking
| rang   | land         |
| ------ | ------------ |
| Goud   | Duitsland    |
| Zilver | Nederland    |
| Brons  | Engeland     |
| 4      | Spanje       |
| 5      | Azerbeidzjan |
| 6      | Ierland      |
| 7      | Italië       |
| 8      | Oekraïne     |

Italië en Oekraïne degraderen uit de A-Groep en spelen in 2009 op het Europees kampioenschap voor B-landen.
Duitsland, Engeland en Nederland wisten zich te plaatsen voor de Olympische Zomerspelen van 2008 in Peking.